# Topcompétition 2014

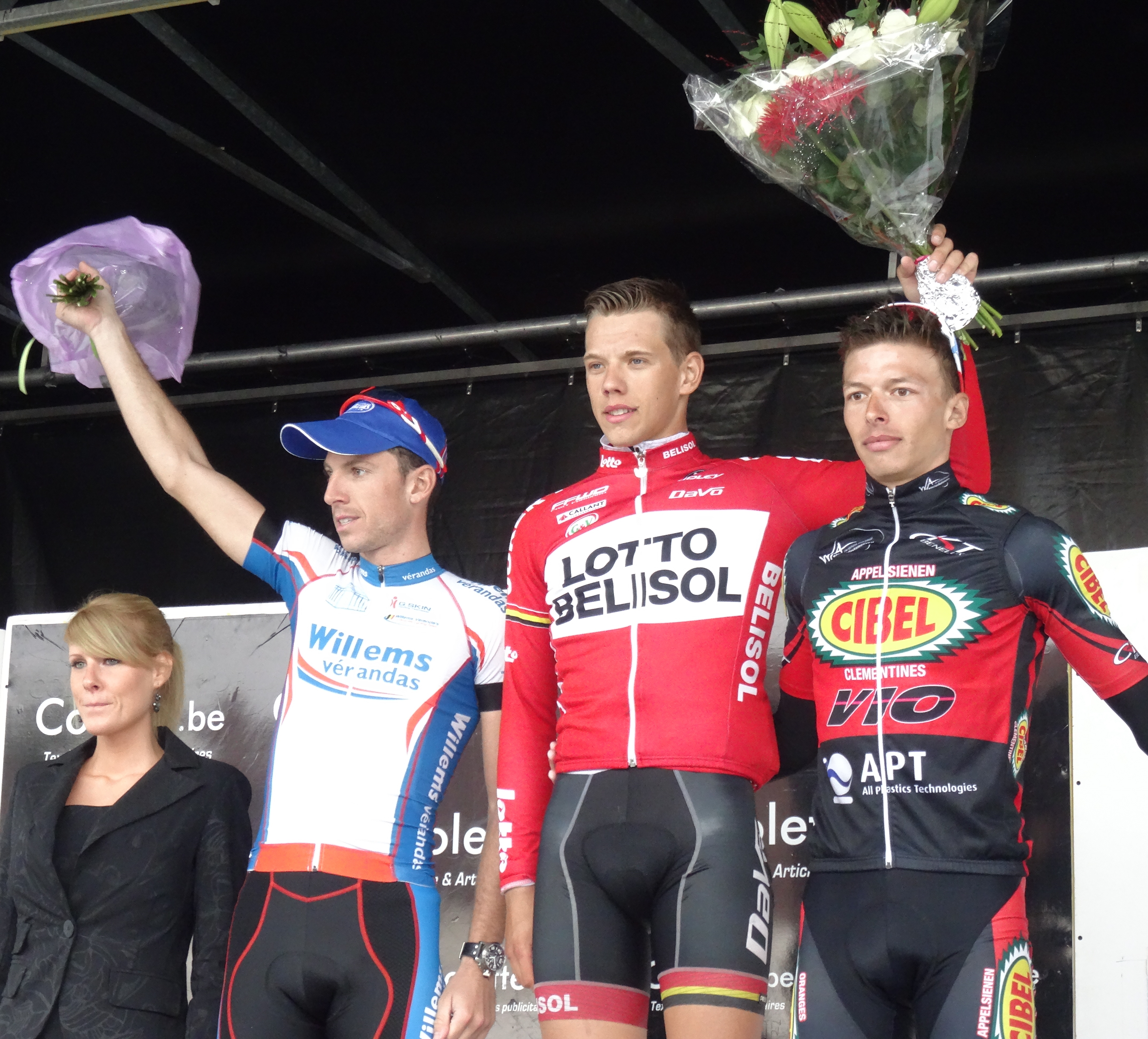
Gaëtan Bille (2e), Kenneth Van Rooy (1er) et Oliver Naesen (3e), à l'issue du Grand Prix des commerçants de Templeuve, manche finale de la Topcompétition.

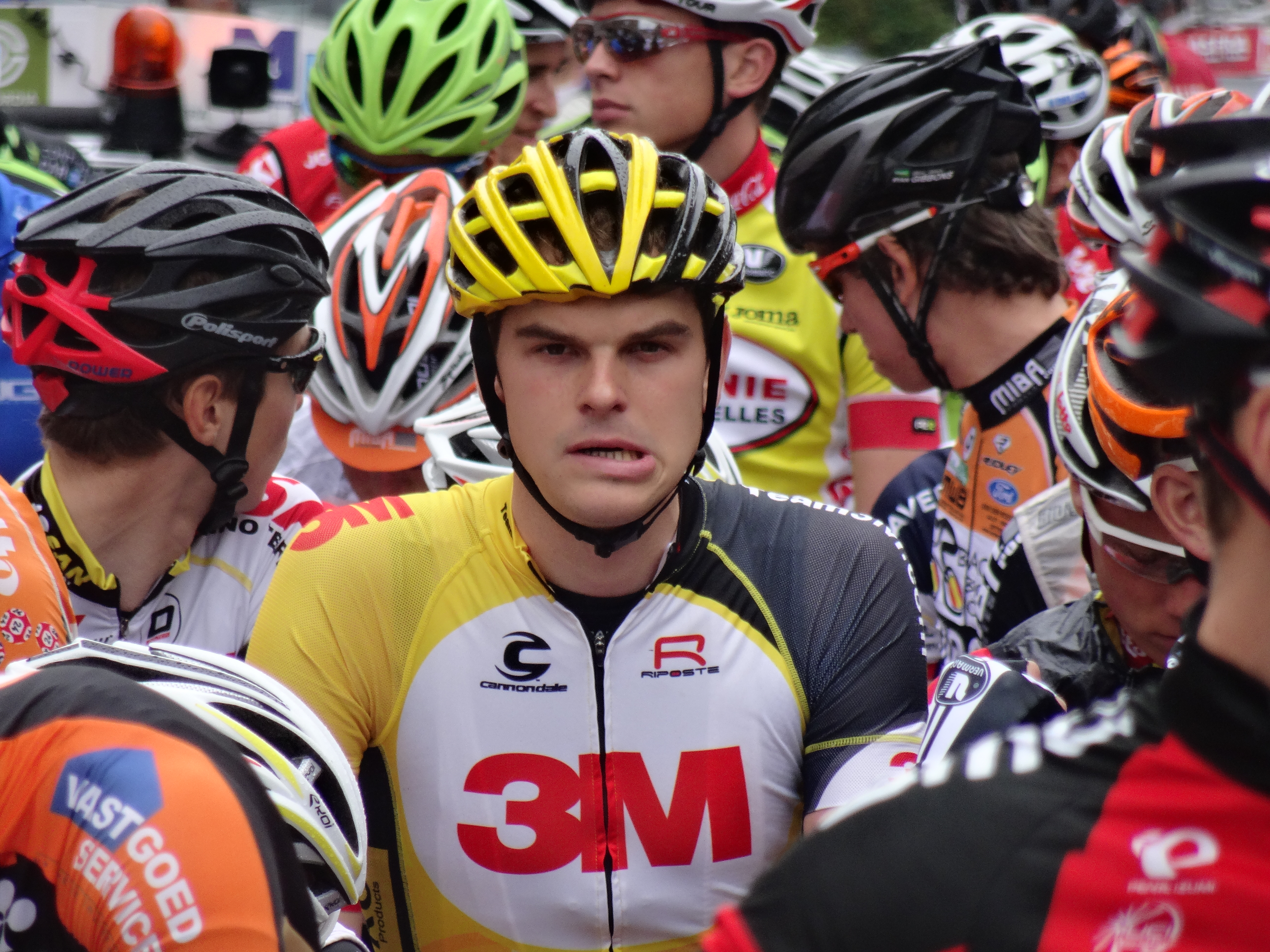
Tim Vanspeybroeck (3M), concentré, peu avant le départ du Circuit Het Nieuwsblad espoirs. Il a été le leader de la Topcompétition durant trois manches. Il termine quatrième.

La Topcompétition 2014 est le calendrier de courses cyclistes sur route masculines belges de la Topcompétition établi par la Royale ligue vélocipédique belge. Il donne lieu à un classement des coureurs belges de moins de 27 ans et des équipes belges y participant. 
Neuf manches sont jouées : la Course des chats, le Circuit de Wallonie, le Grand Prix Criquielion, le Memorial Philippe Van Coningsloo, la Flèche ardennaise, le Circuit Het Nieuwsblad espoirs, le contre-la-montre par équipes de Borlo, la Flèche du port d'Anvers, et le Grand Prix des commerçants de Templeuve à Templeuve.
Dix-neuf équipes participent à cette Topcompétition 2014 : Lotto-Belisol U23, EFC-Omega Pharma-Quick Step, Verandas Willems, 3M, Color Code-Biowanze, Cibel, BCV Works-Soenens, VL Technics-Abutriek, Ottignies-Perwez, Josan-To Win, Wallonie-Bruxelles, Veranclassic-Doltcini, Prorace, T.Palm-Pôle Continental Wallon, Van Der Vurst Development, Baguet-MIBA Poorten-Indulek, Bianchi-Lotto-Nieuwe Hoop Tielen, Asfra Racing Oudenaarde et Vastgoedservice-Golden Palace Continental.
Gaëtan Bille (Verandas Willems) a été en tête de la Topcompétition durant les deux premières manches, suivi de Tim Vanspeybroeck (3M) durant trois manches, puis de Kenneth Van Rooy (Lotto-Belisol U23) à la sixième et à la huitième manche (le Contre-la-montre par équipes de Borlo constituant la septième manche). À l'issue de la neuvième et dernière manche, le Grand Prix des commerçants de Templeuve, Kenneth Van Rooy termine 1er, Gaëtan Bille 2e, Oliver Naesen 3e et Tim Vanspeybroeck 4e. Chacun de ces coureurs pouvait prétendre à la première place lors de cette finale.

## Courses
| \| Course des · chats Circuit de · Wallonie GP Criquielion Mémorial Ph. Van Coningsloo Flèche · ardennaise Circuit Het Nieuwsblad espoirs Clm de Borlo Flèche du port · d'Anvers GP de · Templeuve \| Localisation des arrivées des différentes manches de la Topcompétition 2014. |
| Course des · chats Circuit de · Wallonie GP Criquielion Mémorial Ph. Van Coningsloo Flèche · ardennaise Circuit Het Nieuwsblad espoirs Clm de Borlo Flèche du port · d'Anvers GP de · Templeuve                                                                                    |

La Topcompétition 2014 est divisée en neuf manches.
1. la Course des chats à Ypres le dimanche 16 mars ;
2. le Circuit de Wallonie à Lambusart (Fleurus) le dimanche 11 mai ;
3. le Grand Prix Criquielion de Boussu à Deux-Acren le samedi 17 mai ;
4. le Mémorial Philippe Van Coningsloo de Wavre à Bonheiden le dimanche 8 juin ;
5. la Flèche ardennaise à Herve le dimanche 22 juin :
6. le Circuit Het Nieuwsblad espoirs à Grotenberge (Zottegem) le samedi 5 juillet ;
7. le contre-la-montre par équipes à Borlo (Gingelom) le dimanche 13 juillet ;
8. la Flèche du port d'Anvers à Merksem (Anvers) le dimanche 10 août ;
9. le Grand Prix des commerçants de Templeuve à Templeuve (Tournai) le samedi 30 août[1].

Le Grand Prix de la ville de Geel devait être une des manches de cette Topcompétition, mais il a été annulé. Son organisateur, à savoir le conseil communal, évoque les lois et réglementations qui leur sont imposées, le coût sans cesse croissant de l'organisation et la crise économique.

## Attribution des points

### Classement individuel
| Position | 1  | 2  | 3  | 4  | 5  | 6  | 7  | 8  | 9  | 10 | 11 | 12 | 13 | 14 | 15 | 16 | 17 | 18 | 19 | 20 | 21 | 22 | 23 | 24 | 25 |
| Points   | 30 | 28 | 26 | 24 | 22 | 20 | 19 | 18 | 17 | 16 | 15 | 14 | 13 | 12 | 11 | 10 | 9  | 8  | 7  | 6  | 5  | 4  | 3  | 2  | 1  |

### Classement par équipes
Le classement par équipes est établi de la manière suivante. Lors de chaque course, on additionne les places des trois premiers coureurs de chaque équipe. L'équipe avec le total le plus faible reçoit 30 points au classement des équipes, la deuxième équipe en reçoit vingt-huit, la troisième équipe en reçoit vingt-six et ainsi de suite jusqu'à la neuvième équipe qui marque deux points.
| Position | 1  | 2  | 3  | 4  | 5  | 6  | 7  | 8  | 9  | 10 | 11 | 12 | 13 | 14 | 15 | 16 | 17 | 18 | 19 |
| Points   | 30 | 28 | 26 | 24 | 22 | 20 | 19 | 18 | 17 | 16 | 15 | 14 | 13 | 12 | 11 | 10 | 9  | 8  | 7  |

## Résultats

### Course des chats

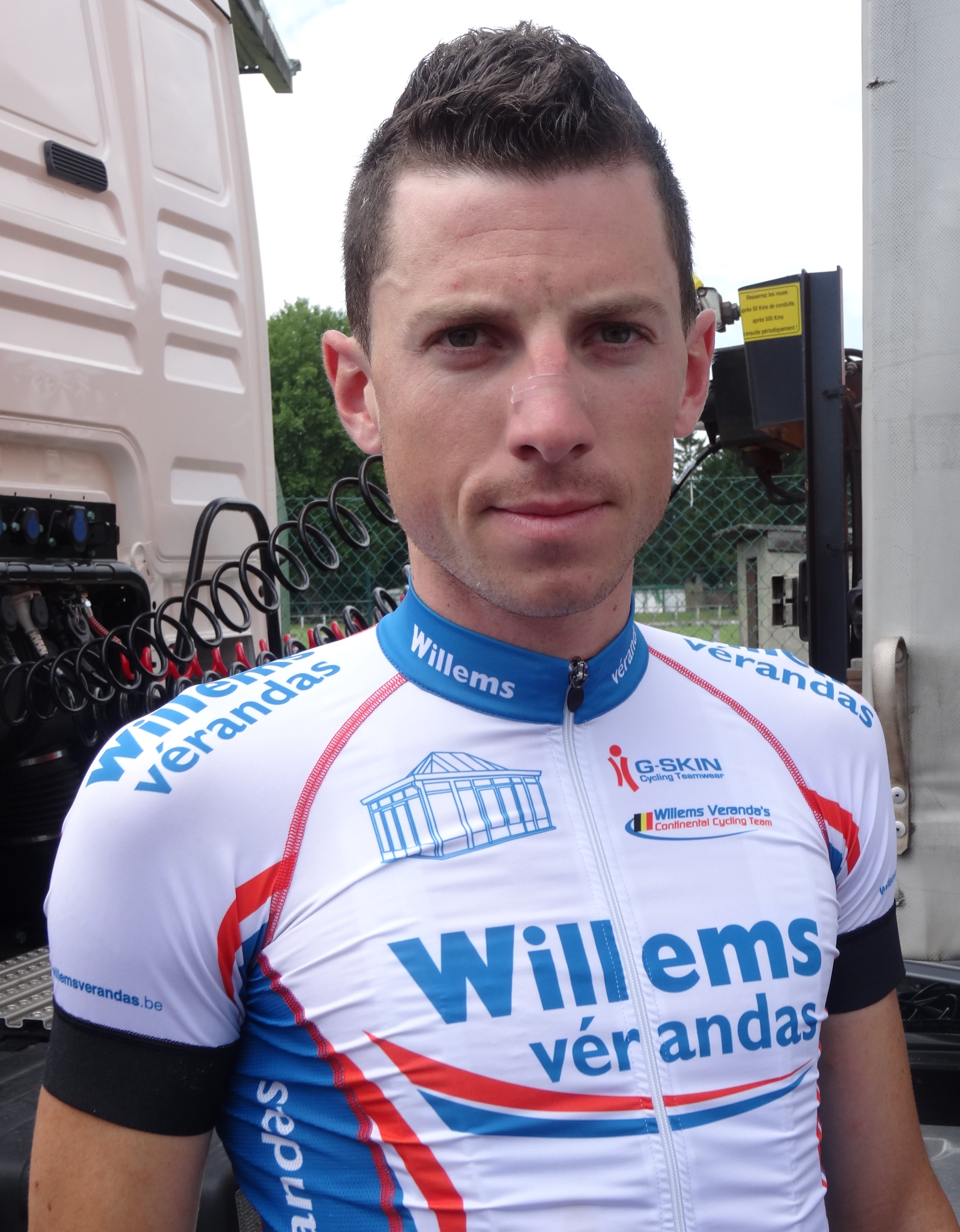
Gaëtan Bille, ici photographié lors du Mémorial Philippe Van Coningsloo 2014, est le premier leader de la Topcompétition 2014.

Le classement inter-équipes à l'issue de la Course des chats 2014 fait état de 30 points pour Wallonie-Bruxelles, 28 points pour EFC-Omega Pharma-Quick Step, 26 points pour 3M, 24 points pour Verandas Willems, 22 points pour Cibel, ?? points pour Lotto-Belisol U23, 19 points pour BCV Works-Soenens, 18 points pour Color Code-Biowanze, 17 points pour VL Technics-Abutriek, seize points pour Ottignies-Perwez, quinze points pour Josan-To Win, quatorze points pour Prorace, treize points pour Van Der Vurst Development, douze points pour Baguet-MIBA Poorten-Indulek, onze points pour Veranclassic-Doltcini, dix points pour T.Palm-Pôle Continental Wallon. Vastgoedservice-Golden Palace Continental, Asfra Racing Oudenaarde et Bianchi-Lotto-Nieuwe Hoop Tielen n'ont aucun point.
Tim Vanspeybroeck (3M), leader de la Topcompétition à partir de la troisième manche, arrive en onzième position avec quinze points.
| Top dix de la Top Compétition après une manche | Top dix de la Top Compétition après une manche | Top dix de la Top Compétition après une manche | Top dix de la Top Compétition après une manche | Top dix de la Top Compétition après une manche |
| ---------------------------------------------- | ---------------------------------------------- | ---------------------------------------------- | ---------------------------------------------- | ---------------------------------------------- |
|                                                | Coureur                                        | Pays                                           | Équipe                                         | Point(s)                                       |
| 1er                                            | Gaëtan Bille                                   | Belgique                                       | Verandas Willems                               | 30 points                                      |
| 2e                                             | Boris Dron                                     | Belgique                                       | Wallonie-Bruxelles                             | 28 pts                                         |
| 3e                                             | Matthias Allegaert                             | Belgique                                       | BCV Works-Soenens                              | 26 pts                                         |
| 4e                                             | Daan Myngheer                                  | Belgique                                       | EFC-Omega Pharma-Quick Step                    | 24 pts                                         |
| 5e                                             | Tom Dernies                                    | Belgique                                       | Wallonie-Bruxelles                             | 22 pts                                         |
| 6e                                             | Gerry Druyts                                   | Belgique                                       | 3M                                             | 20 pts                                         |
| 7e                                             | Kenneth Van Rooy                               | Belgique                                       | Lotto-Belisol U23                              | 19 pts                                         |
| 8e                                             | Bjorn De Decker                                | Belgique                                       | Cibel                                          | 18 pts                                         |
| 9e                                             | Oliver Naesen                                  | Belgique                                       | Cibel                                          | 17 pts                                         |
| 10e                                            | Ludwig De Winter                               | Belgique                                       | Color Code-Biowanze                            | 16 pts                                         |
| modifier                                       |                                                |                                                |                                                |                                                |

### Circuit de Wallonie

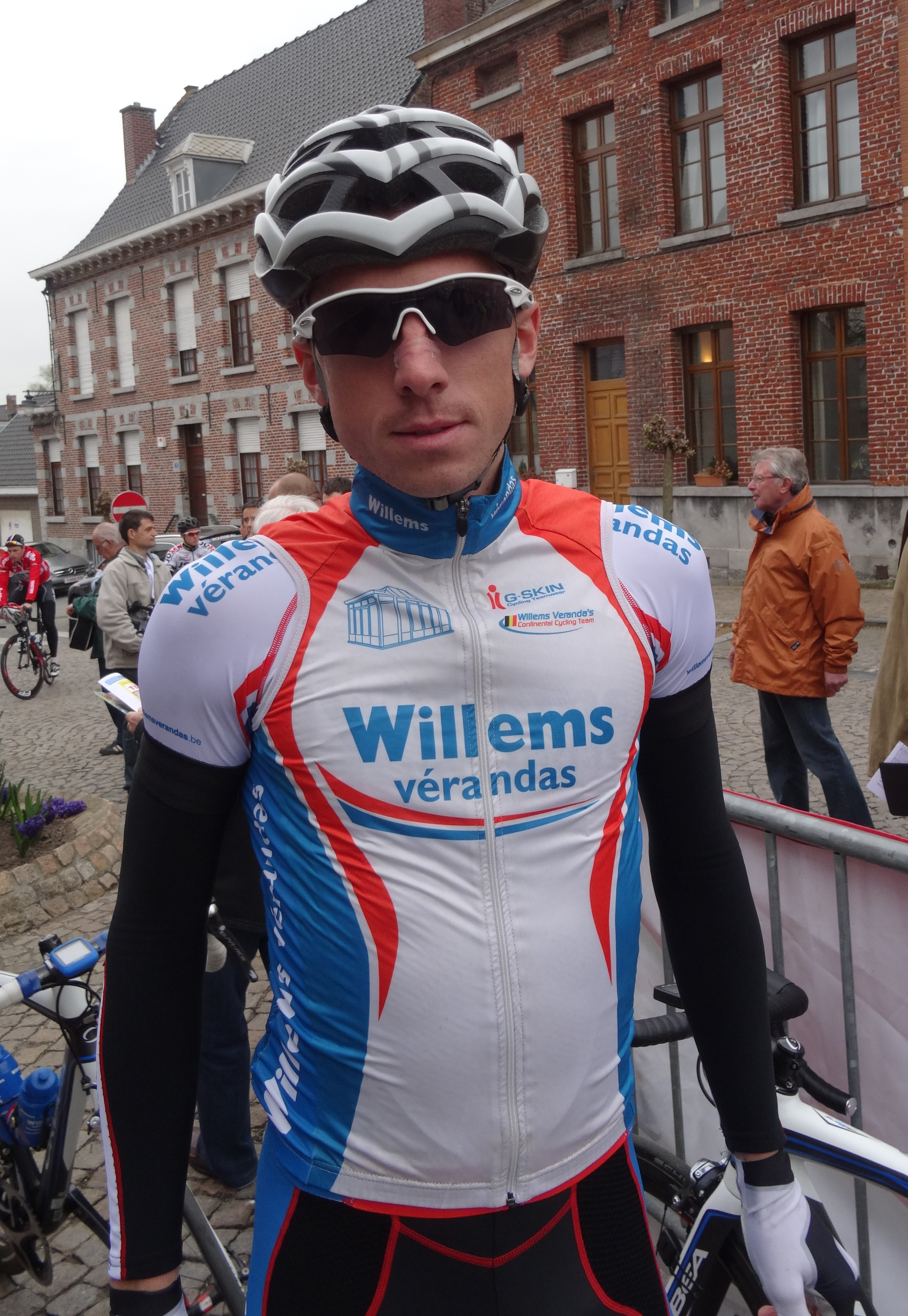
Gaëtan Bille, ici photographié lors de la 1re étape du Triptyque des Monts et Châteaux 2014, est encore en tête de la Topcompétition.

Le classement inter-équipes à l'issue du Circuit de Wallonie 2014 fait état de 54 points pour EFC-Omega Pharma-Quick Step, 54 points pour 3M, 52 points pour Wallonie-Bruxelles, 50 points pour Lotto-Belisol U23, 44 points pour Verandas Willems, 42 points pour Color Code-Biowanze, 40 points pour Cibel, 38 points pour BCV Works-Soenens, 32 points pour VL Technics-Abutriek,  points pour Ottignies-Perwez, 30 points pour Prorace, 28 points pour Josan-To Win, 27 points pour T.Palm-Pôle Continental Wallon, 23 points pour Van Der Vurst Development, 23 points pour Veranclassic-Doltcini, 19 points pour Baguet-MIBA Poorten-Indulek, onze points pour Vastgoedservice-Golden Palace Continental, neuf points pour Asfra Racing Oudenaarde et huit points pour Bianchi-Lotto-Nieuwe Hoop Tielen.
| Top dix de la Top Compétition après deux manches | Top dix de la Top Compétition après deux manches | Top dix de la Top Compétition après deux manches | Top dix de la Top Compétition après deux manches | Top dix de la Top Compétition après deux manches |
| ------------------------------------------------ | ------------------------------------------------ | ------------------------------------------------ | ------------------------------------------------ | ------------------------------------------------ |
|                                                  | Coureur                                          | Pays                                             | Équipe                                           | Point(s)                                         |
| 1er                                              | Gaëtan Bille                                     | Belgique                                         | Verandas Willems                                 | 43 points                                        |
| 2e                                               | Floris De Tier                                   | Belgique                                         | EFC-Omega Pharma-Quick Step                      | 43 pts                                           |
| 3e                                               | Matthias Allegaert                               | Belgique                                         | BCV Works-Soenens                                | 40 pts                                           |
| 4e                                               | Ludwig De Winter                                 | Belgique                                         | Color Code-Biowanze                              | 40 pts                                           |
| 5e                                               | Jimmy Janssens                                   | Belgique                                         | 3M                                               | 38 pts                                           |
| 6e                                               | Tom Dernies                                      | Belgique                                         | Wallonie-Bruxelles                               | 38 pts                                           |
| 7e                                               | Tim Vanspeybroeck                                | Belgique                                         | 3M                                               | 37 pts                                           |
| 8e                                               | Boris Dron                                       | Belgique                                         | Wallonie-Bruxelles                               | 28 pts                                           |
| 9e                                               | Louis Vervaeke                                   | Belgique                                         | Lotto-Belisol U23                                | 26 pts                                           |
| 10e                                              | Daan Myngheer                                    | Belgique                                         | EFC-Omega Pharma-Quick Step                      | 24 pts                                           |
| modifier                                         |                                                  |                                                  |                                                  |                                                  |

### Grand Prix Criquielion

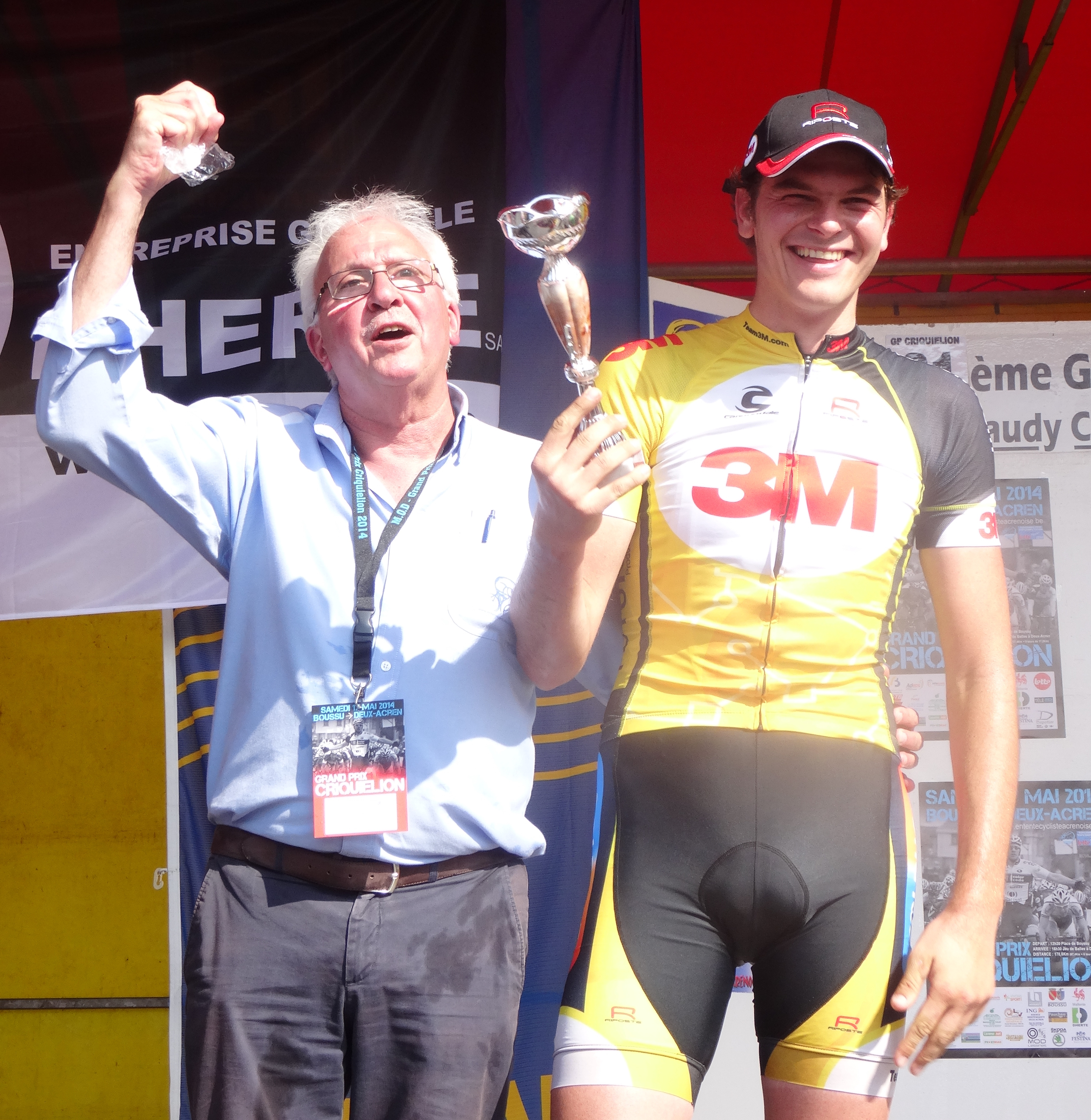
Tim Vanspeybroeck est en tête de la Topcompétition à l'issue du Grand Prix Criquielion 2014.

Le classement inter-équipes à l'issue du Grand Prix Criquielion 2014 fait état de 82 points pour EFC-Omega Pharma-Quick Step, 80 points pour Lotto-Belisol U23, 68 points pour 3M, 68 points pour Color Code-Biowanze, 68 points pour Verandas Willems, 57 points pour BCV Works-Soenens, 56 points pour Cibel, 52 points pour Wallonie-Bruxelles, 52 points pour Ottignies-Perwez, 49 points pour VL Technics-Abutriek, 48 points pour Josan-To Win, 48 points pour Prorace, 38 points pour T.Palm-Pôle Continental Wallon, 38 points pour Veranclassic-Doltcini, 35 points pour Van Der Vurst Development, 29 points pour Baguet-MIBA Poorten-Indulek, 21 points pour Bianchi-Lotto-Nieuwe Hoop Tielen, 18 points pour Asfra Racing Oudenaarde et onze points pour Vastgoedservice-Golden Palace Continental.
| Top dix de la Top Compétition après trois manches | Top dix de la Top Compétition après trois manches | Top dix de la Top Compétition après trois manches | Top dix de la Top Compétition après trois manches | Top dix de la Top Compétition après trois manches |
| ------------------------------------------------- | ------------------------------------------------- | ------------------------------------------------- | ------------------------------------------------- | ------------------------------------------------- |
|                                                   | Coureur                                           | Pays                                              | Équipe                                            | Point(s)                                          |
| 1er                                               | Tim Vanspeybroeck                                 | Belgique                                          | 3M                                                | 53 points                                         |
| 2e                                                | Matthias Allegaert                                | Belgique                                          | BCV Works-Soenens                                 | 50 pts                                            |
| 3e                                                | Kevin Deltombe                                    | Belgique                                          | Lotto-Belisol U23                                 | 45 pts                                            |
| 4e                                                | Gaëtan Bille                                      | Belgique                                          | Verandas Willems                                  | 43 pts                                            |
| 5e                                                | Floris De Tier                                    | Belgique                                          | EFC-Omega Pharma-Quick Step                       | 43 pts                                            |
| 6e                                                | Ludwig De Winter                                  | Belgique                                          | Color Code-Biowanze                               | 40 pts                                            |
| 7e                                                | Jimmy Janssens                                    | Belgique                                          | 3M                                                | 38 pts                                            |
| 8e                                                | Tom Dernies                                       | Belgique                                          | Wallonie-Bruxelles                                | 38 pts                                            |
| 9e                                                | Kenneth Van Rooy                                  | Belgique                                          | Lotto-Belisol U23                                 | 38 pts                                            |
| 10e                                               | Bert Van Lerberghe                                | Belgique                                          | EFC-Omega Pharma-Quick Step                       | 30 pts                                            |
| modifier                                          |                                                   |                                                   |                                                   |                                                   |

### Mémorial Philippe Van Coningsloo

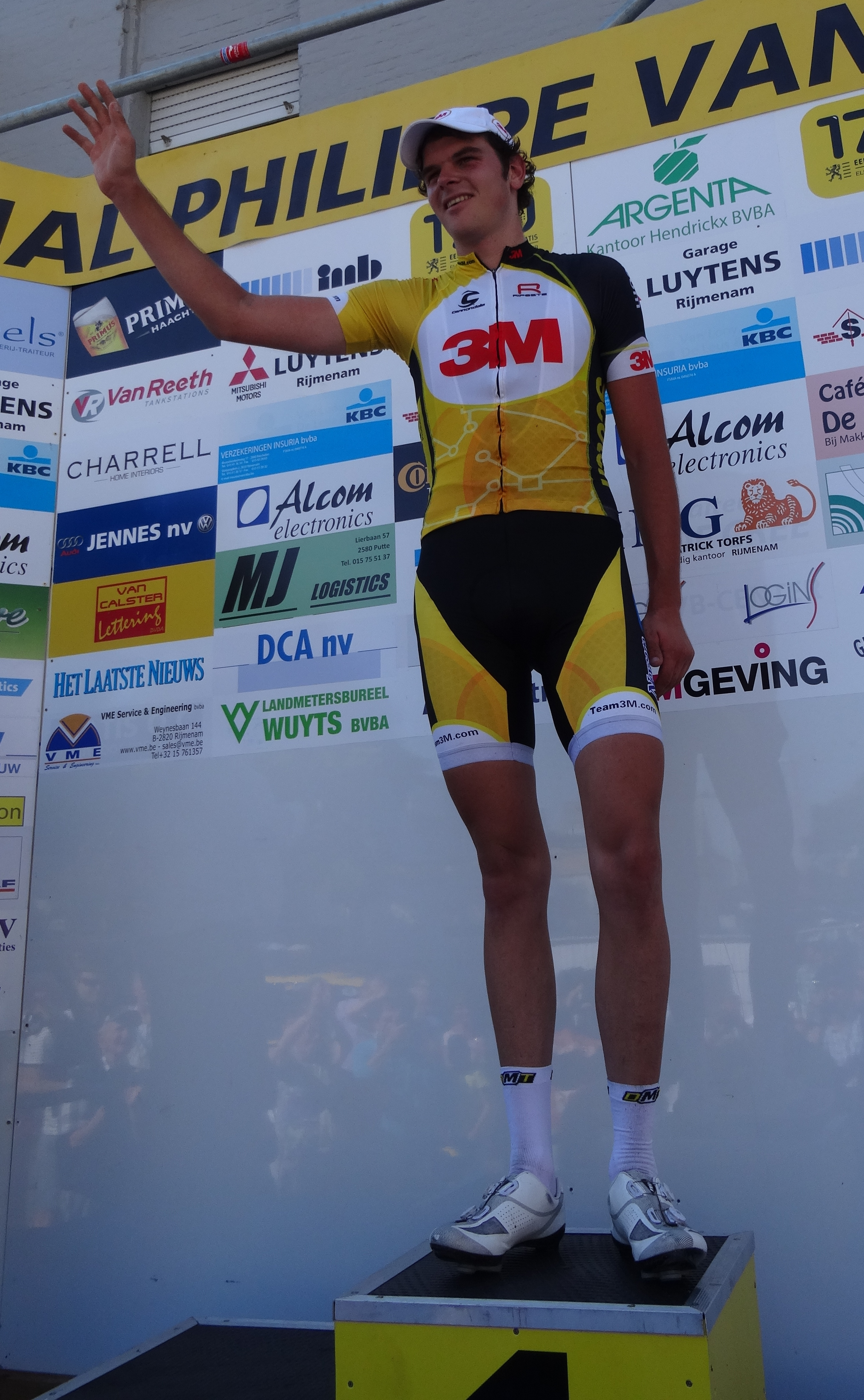
Tim Vanspeybroeck est encore en tête de la Topcompétition à l'issue du Mémorial Philippe Van Coningsloo 2014.

Le classement inter-équipes à l'issue du Mémorial Philippe Van Coningsloo 2014 fait état de 108 points pour Lotto-Belisol U23, 106 points pour EFC-Omega Pharma-Quick Step, 98 points pour Verandas Willems, 85 points pour 3M, 82 points pour Color Code-Biowanze, 82 points pour Cibel, 77 points pour BCV Works-Soenens, 70 points pour Josan-To Win, 70 points pour Ottignies-Perwez, 68 points pour VL Technics-Abutriek, 64 points pour Prorace, 53 points pour T.Palm-Pôle Continental Wallon, 52 points pour Wallonie-Bruxelles, 49 points pour Veranclassic-Doltcini, 47 points pour Van Der Vurst Development, 42 points pour Baguet-MIBA Poorten-Indulek, 31 points pour Bianchi-Lotto-Nieuwe Hoop Tielen, 18 points pour Asfra Racing Oudenaarde et onze points pour Vastgoedservice-Golden Palace Continental.
| Top dix de la Top Compétition après quatre manches | Top dix de la Top Compétition après quatre manches | Top dix de la Top Compétition après quatre manches | Top dix de la Top Compétition après quatre manches | Top dix de la Top Compétition après quatre manches |
| -------------------------------------------------- | -------------------------------------------------- | -------------------------------------------------- | -------------------------------------------------- | -------------------------------------------------- |
|                                                    | Coureur                                            | Pays                                               | Équipe                                             | Point(s)                                           |
| 1er                                                | Tim Vanspeybroeck                                  | Belgique                                           | 3M                                                 | 75 points                                          |
| 2e                                                 | Matthias Allegaert                                 | Belgique                                           | BCV Works-Soenens                                  | 66 pts                                             |
| 3e                                                 | Kenneth Van Rooy                                   | Belgique                                           | Lotto-Belisol U23                                  | 62 pts                                             |
| 4e                                                 | Gaëtan Bille                                       | Belgique                                           | Verandas Willems                                   | 56 pts                                             |
| 5e                                                 | Oliver Naesen                                      | Belgique                                           | Cibel                                              | 48 pts                                             |
| 6e                                                 | Bert Van Lerberghe                                 | Belgique                                           | EFC-Omega Pharma-Quick Step                        | 47 pts                                             |
| 7e                                                 | Niels Reynvoet                                     | Belgique                                           | Josan-To Win                                       | 46 pts                                             |
| 8e                                                 | Xandro Meurisse                                    | Belgique                                           | Lotto-Belisol U23                                  | 46 pts                                             |
| 9e                                                 | Kevin Deltombe                                     | Belgique                                           | Lotto-Belisol U23                                  | 45 pts                                             |
| 10e                                                | Floris De Tier                                     | Belgique                                           | EFC-Omega Pharma-Quick Step                        | 43 pts                                             |
| modifier                                           |                                                    |                                                    |                                                    |                                                    |

### Flèche ardennaise

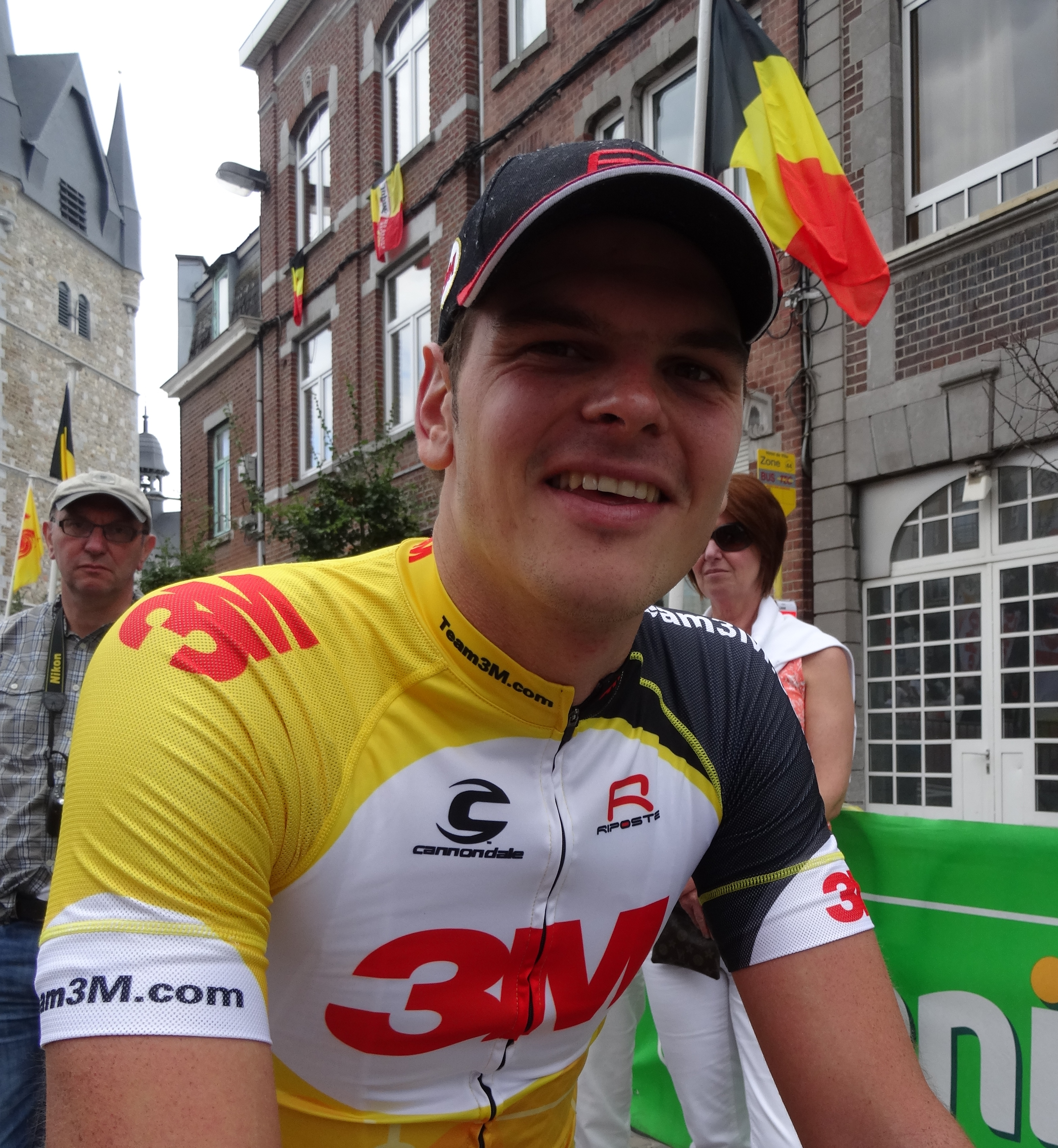
Tim Vanspeybroeck est toujours en tête de la Topcompétition à l'issue de la Flèche ardennaise 2014.

Le classement inter-équipes à l'issue de la Flèche ardennaise 2014 fait état de 136 points pour Lotto-Belisol U23, 130 points pour EFC-Omega Pharma-Quick Step, 124 points pour Verandas Willems, 112 points pour Color Code-Biowanze, 107 points pour 3M, 102 points pour Cibel, 96 points pour BCV Works-Soenens, 86 points pour Ottignies-Perwez, 86 points pour VL Technics-Abutriek, 84 points pour Josan-To Win, 77 points pour Prorace, 69 points pour T.Palm-Pôle Continental Wallon, 64 points pour Veranclassic-Doltcini, 52 points pour Wallonie-Bruxelles, 47 points pour Van Der Vurst Development, 42 points pour Baguet-MIBA Poorten-Indulek, 31 points pour Bianchi-Lotto-Nieuwe Hoop Tielen, 18 points pour Asfra Racing Oudenaarde et onze points pour Vastgoedservice-Golden Palace Continental.
| Top dix de la Top Compétition après cinq manches | Top dix de la Top Compétition après cinq manches | Top dix de la Top Compétition après cinq manches | Top dix de la Top Compétition après cinq manches | Top dix de la Top Compétition après cinq manches |
| ------------------------------------------------ | ------------------------------------------------ | ------------------------------------------------ | ------------------------------------------------ | ------------------------------------------------ |
|                                                  | Coureur                                          | Pays                                             | Équipe                                           | Point(s)                                         |
| 1er                                              | Tim Vanspeybroeck                                | Belgique                                         | 3M                                               | 88 points                                        |
| 2e                                               | Gaëtan Bille                                     | Belgique                                         | Verandas Willems                                 | 82 pts                                           |
| 3e                                               | Kenneth Van Rooy                                 | Belgique                                         | Lotto-Belisol U23                                | 80 pts                                           |
| 4e                                               | Oliver Naesen                                    | Belgique                                         | Cibel                                            | 68 pts                                           |
| 5e                                               | Matthias Allegaert                               | Belgique                                         | BCV Works-Soenens                                | 66 pts                                           |
| 6e                                               | Xandro Meurisse                                  | Belgique                                         | Lotto-Belisol U23                                | 65 pts                                           |
| 7e                                               | Floris De Tier                                   | Belgique                                         | EFC-Omega Pharma-Quick Step                      | 57 pts                                           |
| 8e                                               | Bert Van Lerberghe                               | Belgique                                         | EFC-Omega Pharma-Quick Step                      | 47 pts                                           |
| 9e                                               | Niels Reynvoet                                   | Belgique                                         | Josan-To Win                                     | 46 pts                                           |
| 10e                                              | Tiesj Benoot                                     | Belgique                                         | Lotto-Belisol U23                                | 46 pts                                           |
| modifier                                         |                                                  |                                                  |                                                  |                                                  |

### Circuit Het Nieuwsblad espoirs

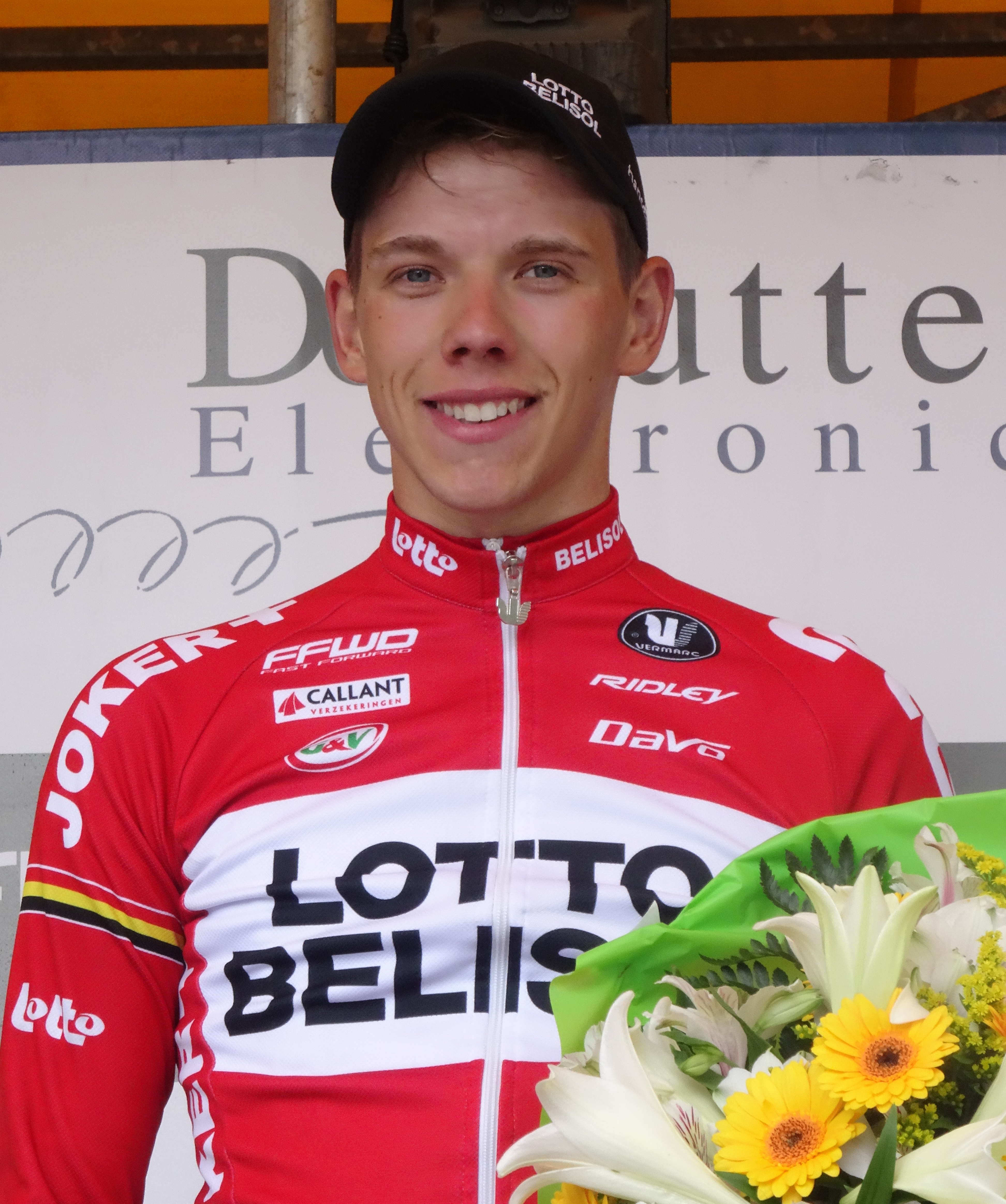
Kenneth Van Rooy (Lotto-Belisol U23), nouveau leader de la Topcompétition.

Le classement inter-équipes à l'issue du Circuit Het Nieuwsblad espoirs 2014 fait état de 166 points pour Lotto-Belisol U23, 156 points pour EFC-Omega Pharma-Quick Step, 146 points pour Verandas Willems, 131 points pour 3M, 127 points pour Color Code-Biowanze, 121 points pour Cibel, 116 points pour BCV Works-Soenens, 104 points pour VL Technics-Abutriek, 101 points pour Ottignies-Perwez, 84 points pour Josan-To Win, 80 points pour Wallonie-Bruxelles, 80 points pour Veranclassic-Doltcini, 77 points pour Prorace, 69 points pour T.Palm-Pôle Continental Wallon, 64 points pour Van Der Vurst Development, 42 points pour Baguet-MIBA Poorten-Indulek, 31 points pour Bianchi-Lotto-Nieuwe Hoop Tielen, 18 points pour Asfra Racing Oudenaarde et 11 points pour Vastgoedservice-Golden Palace Continental.
Concernant le classement individuel, Tim Vanspeybroeck perd sa première place au profit de Kenneth Van Rooy.
| Top dix de la Top Compétition après six manches | Top dix de la Top Compétition après six manches | Top dix de la Top Compétition après six manches | Top dix de la Top Compétition après six manches | Top dix de la Top Compétition après six manches |
| ----------------------------------------------- | ----------------------------------------------- | ----------------------------------------------- | ----------------------------------------------- | ----------------------------------------------- |
|                                                 | Coureur                                         | Pays                                            | Équipe                                          | Point(s)                                        |
| 1er                                             | Kenneth Van Rooy                                | Belgique                                        | Lotto-Belisol U23                               | 100 points                                      |
| 2e                                              | Oliver Naesen                                   | Belgique                                        | Cibel                                           | 94 pts                                          |
| 3e                                              | Tim Vanspeybroeck                               | Belgique                                        | 3M                                              | 92 pts                                          |
| 4e                                              | Xandro Meurisse                                 | Belgique                                        | Lotto-Belisol U23                               | 89 pts                                          |
| 5e                                              | Gaëtan Bille                                    | Belgique                                        | Verandas Willems                                | 82 pts                                          |
| 6e                                              | Floris De Tier                                  | Belgique                                        | EFC-Omega Pharma-Quick Step                     | 75 pts                                          |
| 7e                                              | Matthias Allegaert                              | Belgique                                        | BCV Works-Soenens                               | 66 pts                                          |
| 8e                                              | Tiesj Benoot                                    | Belgique                                        | Lotto-Belisol U23                               | 59 pts                                          |
| 9e                                              | Jef Van Meirhaeghe                              | Belgique                                        | Lotto-Belisol U23                               | 58 pts                                          |
| 10e                                             | Bert Van Lerberghe                              | Belgique                                        | EFC-Omega Pharma-Quick Step                     | 47 pts                                          |
| modifier                                        |                                                 |                                                 |                                                 |                                                 |

### Contre-la-montre par équipes de Borlo
L'équipe Lotto-Belisol U23 termine première en 1 h 10 min 12 s 95, elle est suivie par VL Technics-Abutriek à 5 s 54 et par Vastgoedservice-Golden Palace Continental à 7 s 39. L'équipe Cibel est absente.
| Classement par équipes | Classement par équipes                    | Classement par équipes | Classement par équipes | Classement par équipes |
|                        | Équipes                                   | Pays                   |                        | Temps                  |
| ---------------------- | ----------------------------------------- | ---------------------- | ---------------------- | ---------------------- |
| Vainqueur              | Lotto-Belisol U23                         | Belgique               | en                     | 1 h 10 min 12 s 95     |
| 2e                     | VL Technics-Abutriek                      | Belgique               | +                      | + 5 s 54               |
| 3e                     | Vastgoedservice-Golden Palace Continental | Belgique               |                        | + 7 s 39               |
| 4e                     | Verandas Willems                          | Belgique               |                        | + 18 s 99              |
| 5e                     | 3M                                        | Belgique               |                        | + 33 s 25              |
| 6e                     | EFC-Omega Pharma-Quick Step               | Belgique               |                        | + 50 s 20              |
| 7e                     | Josan-To Win                              | Belgique               |                        | + 1 min 39 s 10        |
| 8e                     | Color Code-Biowanze                       | Belgique               |                        | + 2 min 33 s 33        |
| 9e                     | Veranclassic-Doltcini                     | Belgique               |                        | + 2 min 52 s 21        |
| 10e                    | Van Der Vurst Development                 | Belgique               |                        | + 4 min 9 s 83         |
| 11e                    | BCV Works-Soenens                         | Belgique               |                        | + 4 min 10 s 47        |
| 12e                    | Ottignies-Perwez                          | Belgique               |                        | + 4 min 29 s 82        |
| 13e                    | Prorace                                   | Belgique               |                        | + 4 min 36 s 47        |
| 14e                    | Baguet-MIBA Poorten-Indulek               | Belgique               |                        | + 5 min 14 s 06        |
| 15e                    | Bianchi-Lotto-Nieuwe Hoop Tielen          | Belgique               |                        | + 5 min 21 s 72        |
| 16e                    | T.Palm-Pôle Continental Wallon            | Belgique               |                        | + 7 min 53 s 94        |
| 17e                    | Asfra Racing Oudenaarde                   | Belgique               |                        | + 10 min 36 s 64       |
| modifier               |                                           |                        |                        |                        |

### Flèche du port d'Anvers

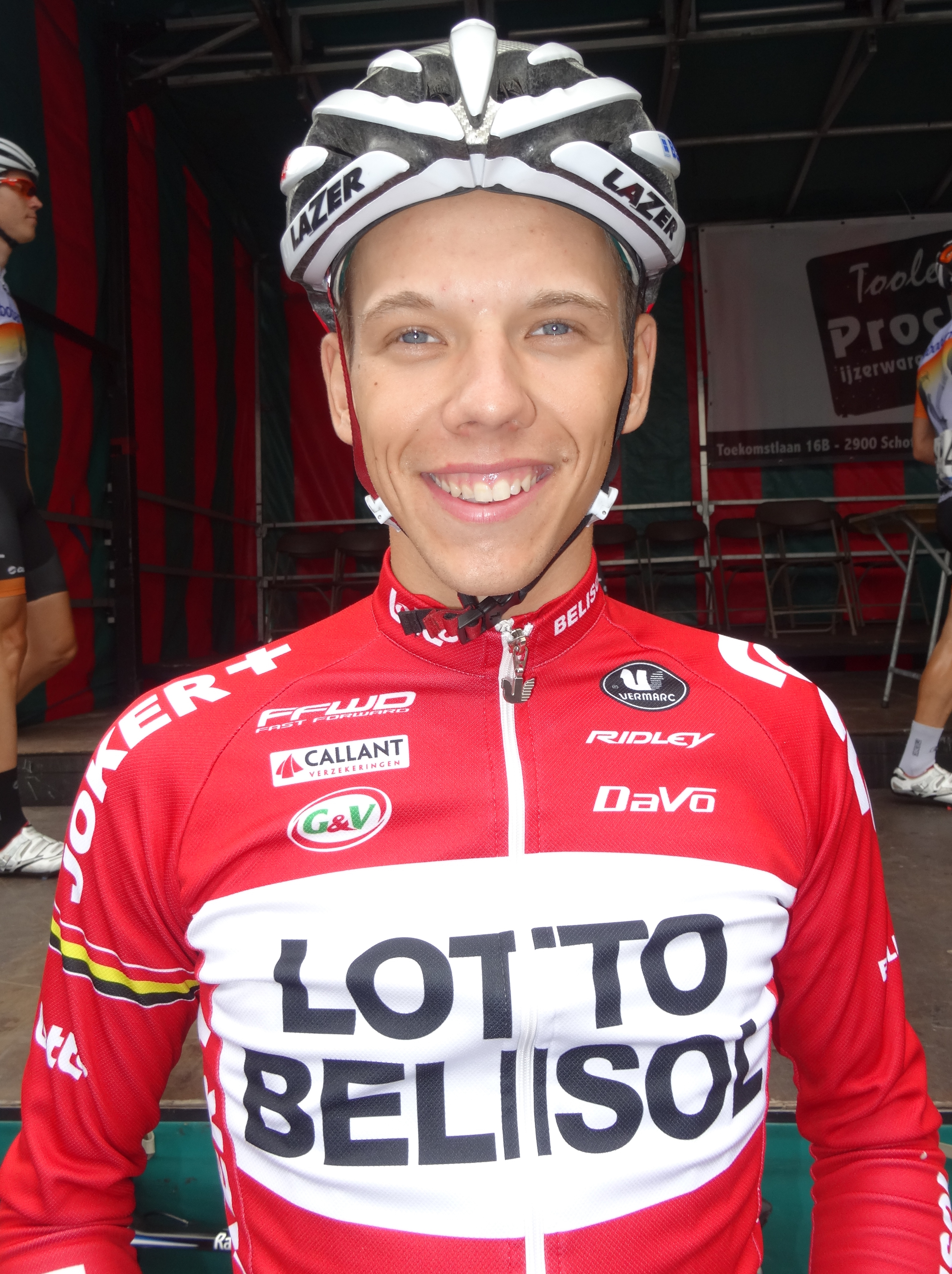
Kenneth Van Rooy, photographié lors de la présentation des équipes, conserve la tête du classement de la Topcompétition.

Le classement inter-équipes à l'issue de la Flèche du port d'Anvers 2014 fait état de 226 points pour Lotto-Belisol U23, 210 points pour EFC-Omega Pharma-Quick Step, 173 points pour Color Code-Biowanze, 168 points pour Verandas Willems, 153 points pour BCV Works-Soenens, 144 points pour VL Technics-Abutriek, 135 points pour Ottignies-Perwez, 133 points pour Cibel, 131 points pour 3M, 127 points pour Josan-To Win, 114 points pour Prorace, 106 points pour Wallonie-Bruxelles, 100 points pour T.Palm-Pôle Continental Wallon, 83 points pour Van Der Vurst Development, 82 points pour Veranclassic-Doltcini, 72 points pour Baguet-MIBA Poorten-Indulek, 61 points pour Bianchi-Lotto-Nieuwe Hoop Tielen, 29 points pour Asfra Racing Oudenaarde et 11 points pour Vastgoedservice-Golden Palace Continental.
| Top dix de la Top Compétition après huit manches | Top dix de la Top Compétition après huit manches | Top dix de la Top Compétition après huit manches | Top dix de la Top Compétition après huit manches | Top dix de la Top Compétition après huit manches |
| ------------------------------------------------ | ------------------------------------------------ | ------------------------------------------------ | ------------------------------------------------ | ------------------------------------------------ |
|                                                  | Coureur                                          | Pays                                             | Équipe                                           | Point(s)                                         |
| 1er                                              | Kenneth Van Rooy                                 | Belgique                                         | Lotto-Belisol U23                                | 122 points                                       |
| 2e                                               | Gaëtan Bille                                     | Belgique                                         | Verandas Willems                                 | 101 pts                                          |
| 3e                                               | Oliver Naesen                                    | Belgique                                         | Cibel                                            | 94 pts                                           |
| 4e                                               | Tim Vanspeybroeck                                | Belgique                                         | 3M                                               | 92 pts                                           |
| 5e                                               | Xandro Meurisse                                  | Belgique                                         | Lotto-Belisol U23                                | 89 pts                                           |
| 6e                                               | Jef Van Meirhaeghe                               | Belgique                                         | Lotto-Belisol U23                                | 82 pts                                           |
| 7e                                               | Floris De Tier                                   | Belgique                                         | EFC-Omega Pharma-Quick Step                      | 75 pts                                           |
| 8e                                               | Bert Van Lerberghe                               | Belgique                                         | EFC-Omega Pharma-Quick Step                      | 67 pts                                           |
| 9e                                               | Matthias Allegaert                               | Belgique                                         | BCV Works-Soenens                                | 66 pts                                           |
| 10e                                              | Tiesj Benoot                                     | Belgique                                         | Lotto-Belisol U23                                | 59 pts                                           |
| modifier                                         |                                                  |                                                  |                                                  |                                                  |

### Grand Prix des commerçants de Templeuve 2014

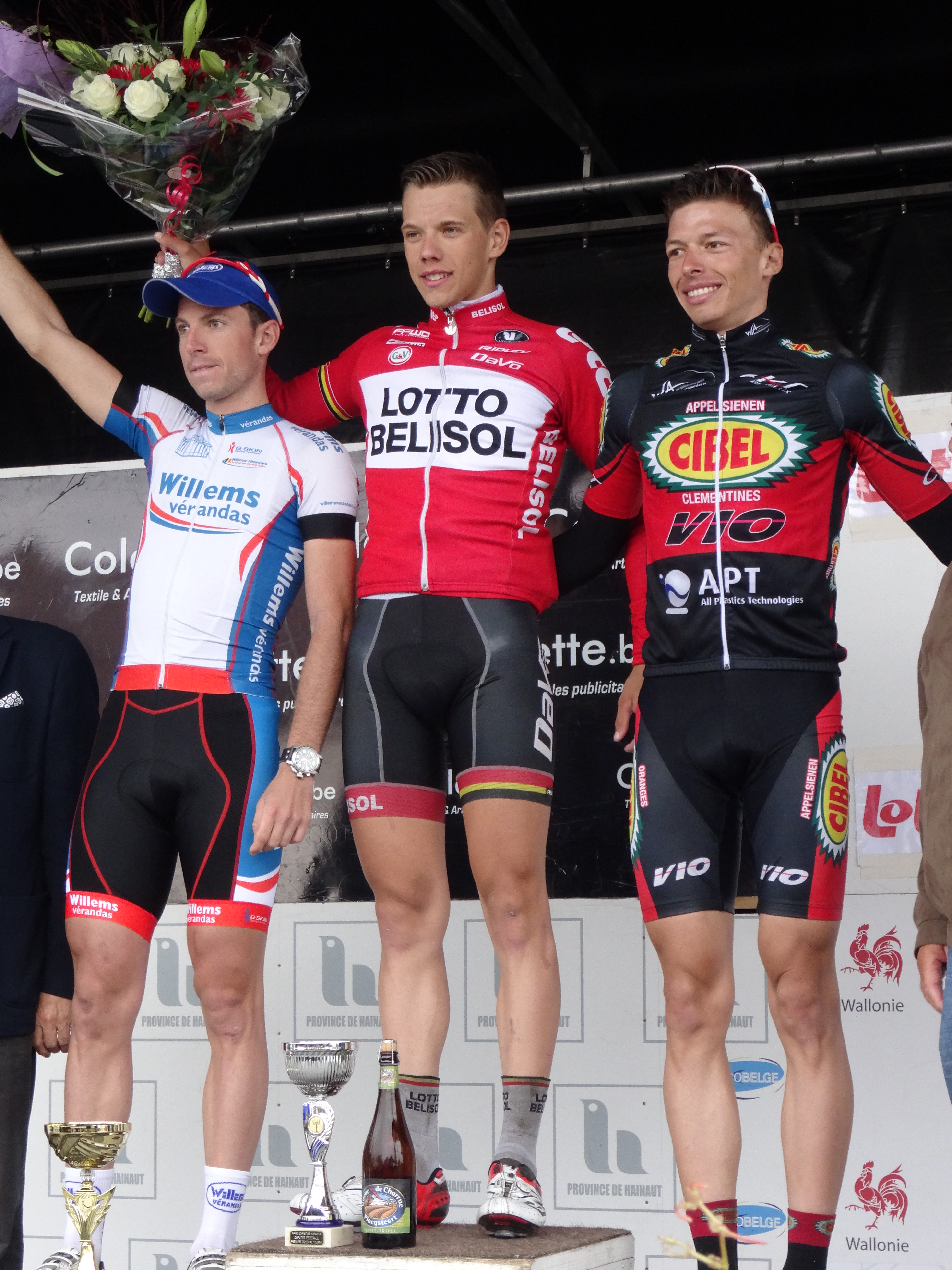
Gaëtan Bille (2e), Kenneth Van Rooy (1er) et Oliver Naesen (3e), à l'issue du Grand Prix des commerçants de Templeuve.

| Top dix final de la Top Compétition après neuf manches | Top dix final de la Top Compétition après neuf manches | Top dix final de la Top Compétition après neuf manches | Top dix final de la Top Compétition après neuf manches | Top dix final de la Top Compétition après neuf manches |
| ------------------------------------------------------ | ------------------------------------------------------ | ------------------------------------------------------ | ------------------------------------------------------ | ------------------------------------------------------ |
|                                                        | Coureur                                                | Pays                                                   | Équipe                                                 | Point(s)                                               |
| 1er                                                    | Kenneth Van Rooy                                       | Belgique                                               | Lotto-Belisol U23                                      | 139 points                                             |
| 2e                                                     | Gaëtan Bille                                           | Belgique                                               | Verandas Willems                                       | 129 pts                                                |
| 3e                                                     | Oliver Naesen                                          | Belgique                                               | Cibel                                                  | 124 pts                                                |
| 4e                                                     | Tim Vanspeybroeck                                      | Belgique                                               | 3M                                                     | 112 pts                                                |
| 5e                                                     | Jef Van Meirhaeghe                                     | Belgique                                               | Lotto-Belisol U23                                      | 100 pts                                                |
| 6e                                                     | Xandro Meurisse                                        | Belgique                                               | Lotto-Belisol U23                                      | 89 pts                                                 |
| 7e                                                     | Matthias Allegaert                                     | Belgique                                               | BCV Works-Soenens                                      | 78 pts                                                 |
| 8e                                                     | Floris De Tier                                         | Belgique                                               | EFC-Omega Pharma-Quick Step                            | 75 pts                                                 |
| 9e                                                     | Niels Reynvoet                                         | Belgique                                               | Josan-To Win                                           | 72 pts                                                 |
| 10e                                                    | Bert Van Lerberghe                                     | Belgique                                               | EFC-Omega Pharma-Quick Step                            | 67 pts                                                 |
| modifier                                               |                                                        |                                                        |                                                        |                                                        |

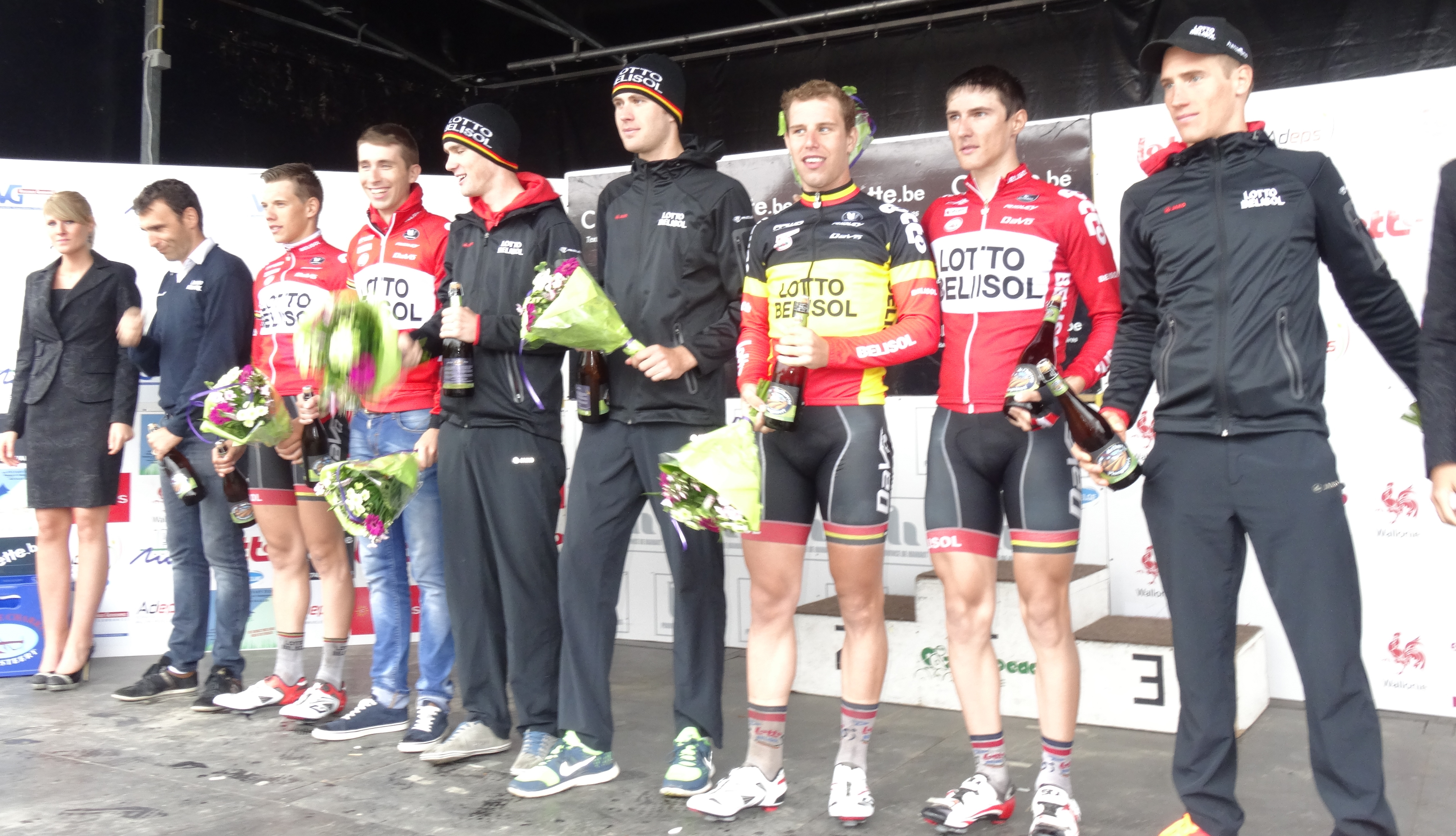
Lotto-Belisol U23 remporte le classement par équipes.

| Classement final par équipes | Classement final par équipes              | Classement final par équipes | Classement final par équipes | Classement final par équipes |
|                              | Équipes                                   | Pays                         |                              | Point(s)                     |
| ---------------------------- | ----------------------------------------- | ---------------------------- | ---------------------------- | ---------------------------- |
| Vainqueur                    | Lotto-Belisol U23                         | Belgique                     |                              | 256                          |
| 2e                           | EFC-Omega Pharma-Quick Step               | Belgique                     |                              | 230                          |
| 3e                           | Color Code-Biowanze                       | Belgique                     |                              | 199                          |
| 4e                           | Verandas Willems                          | Belgique                     |                              | 187                          |
| 5e                           | BCV Works-Soenens                         | Belgique                     |                              | 171                          |
| 6e                           | 3M                                        | Belgique                     |                              | 159                          |
| 7e                           | Cibel                                     | Belgique                     |                              | 157                          |
| 8e                           | Ottignies-Perwez                          | Belgique                     |                              | 150                          |
| 9e                           | Josan-To Win                              | Belgique                     |                              | 149                          |
| 10e                          | VL Technics-Abutriek                      | Belgique                     |                              | 144                          |
| 11e                          | Prorace                                   | Belgique                     |                              | 114                          |
| 12e                          | T.Palm-Pôle Continental Wallon            | Belgique                     |                              | 112                          |
| 13e                          | Wallonie-Bruxelles                        | Belgique                     |                              | 106                          |
| 14e                          | Van Der Vurst Development                 | Belgique                     |                              | 99                           |
| 15e                          | Veranclassic-Doltcini                     | Belgique                     |                              | 99                           |
| 16e                          | Baguet-MIBA Poorten-Indulek               | Belgique                     |                              | 86                           |
| 17e                          | Bianchi-Lotto-Nieuwe Hoop Tielen          | Belgique                     |                              | 61                           |
| 18e                          | Asfra Racing Oudenaarde                   | Belgique                     |                              | 42                           |
| 19e                          | Vastgoedservice-Golden Palace Continental | Belgique                     |                              | 11                           |
| modifier                     |                                           |                              |                              |                              |